# معبد گانشو

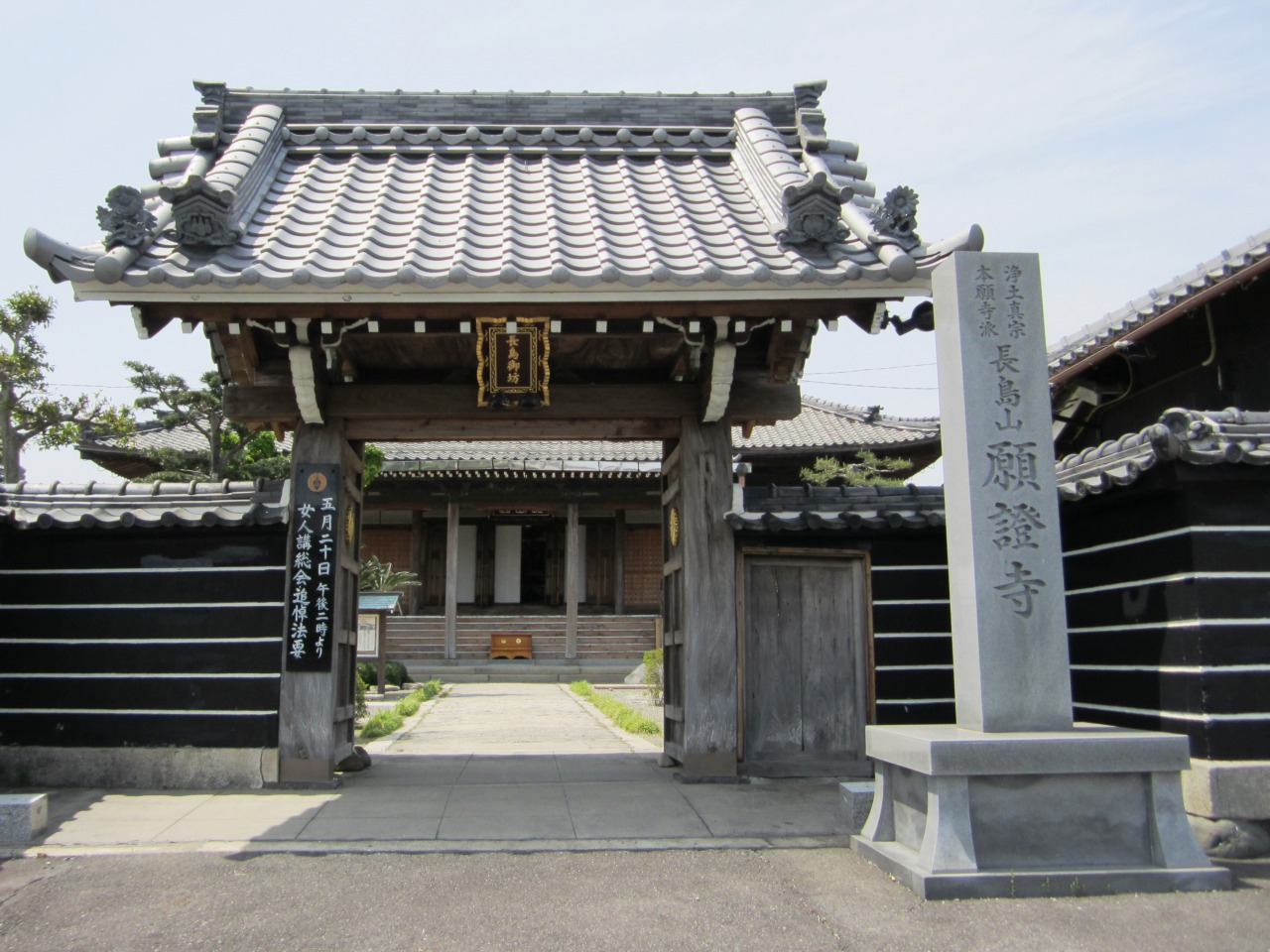
دروازه معبد گانشو

معبد گانشو (به ژاپنی: 願証寺) یا (به ژاپنی: 願證寺); یک معبد متعلق به شین بودیسم بود که ولایت ایسه امروزه کووانا، شهر ناگاشیما، استان میه، ژاپن قرار داشت.